# Vicente Fernández

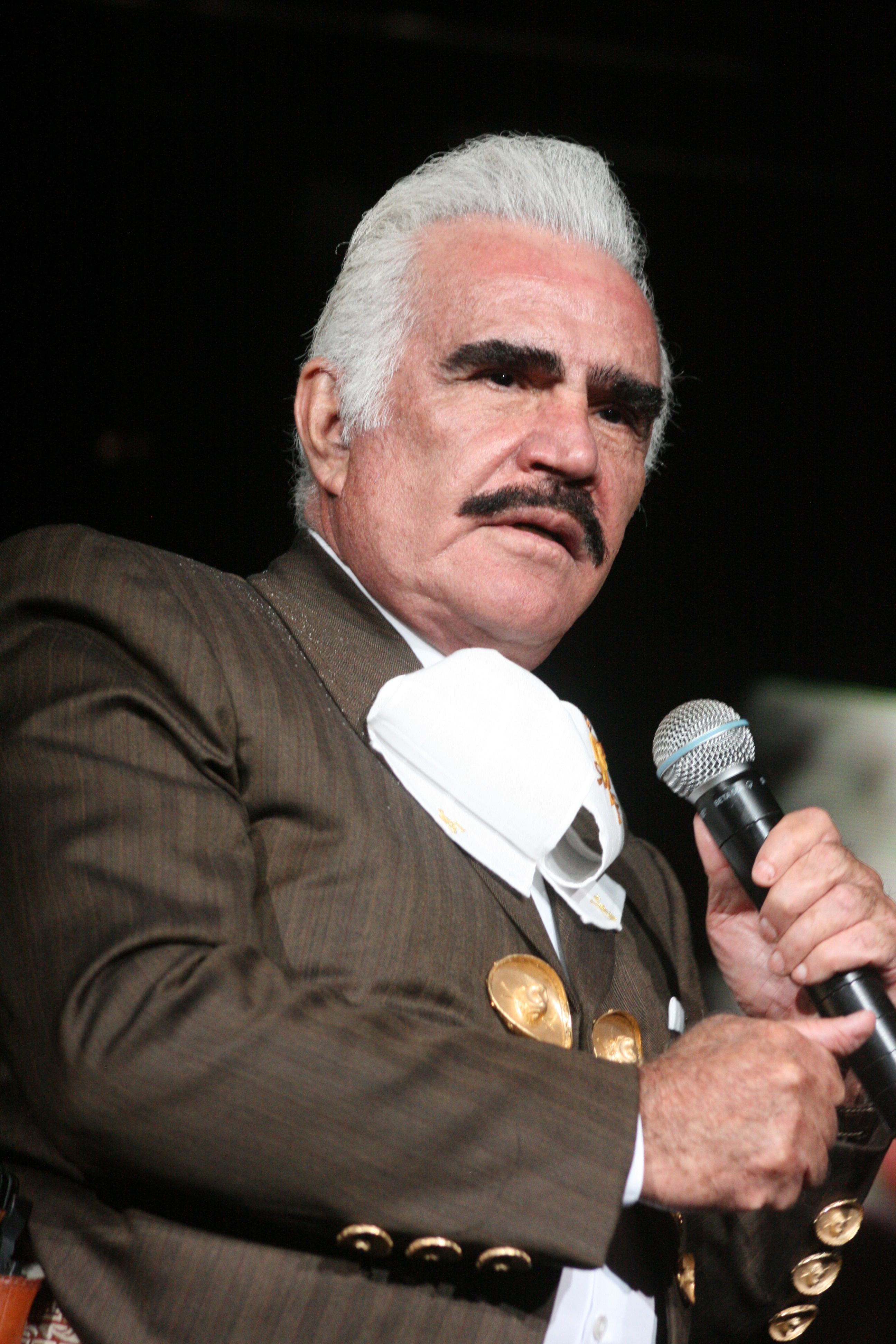
Vicente Fernández (2011)

Vicente Fernández Gómez (* 17. Februar 1940 in Huentitán el Alto, Jalisco; † 12. Dezember 2021), auch bekannt unter dem Spitznamen El Charro de Huentitán war ein mexikanischer Ranchera-Sänger, Schauspieler und Filmproduzent.

## Karriere
Stilistisch wird er häufig mit Pedro Infante oder Jorge Negrete verglichen. Verheiratet war er mit Maria del Refugio Abarca Villaseñor. Aus der Verbindung gingen drei Kinder hervor, darunter der Sänger Alejandro Fernández. Mehr als 40 Millionen seiner Platten wurden vor allem in Lateinamerika und in den Vereinigten Staaten verkauft.
Dreimal wurde er mit einem Grammy Award für regionale mexikanische Musik ausgezeichnet: 2010 für Necesito de tí, 2015 für Mano a mano und 2017 für Un Azteca en el Azteca.
Der gebürtige Tapatío war Fußballfan und Anhänger seines Heimatvereins Chivas Guadalajara. Wenn er bei Auftritten das Lied Guadalajara sang, ließ er sich gerne einen Poncho mit den Farben und dem Logo des Vereins umhängen und rief während des Liedes: „Arriba las chivas!“

## Tod
Die Trauerfeierlichkeiten anlässlich seines Todes fanden in der nach ihm benannten Arena VFG statt, die sich auf dem Anwesen seiner Rancho Los Tres Potrillos befindet, auf der der Künstler seine letzte Ruhestätte finden wird.

## Diskografie

### Studioalben
- 1968: La voz que usted esperaba
- 1969: Vicente Fernández [1969] (US: Platin (Latin))
- 1969: Palabra De Rey
- 1970: Ni en defensa propia
- 1971: Me esta esperando Maria
- 1971: Vicente Fernández [1971]
- 1972: ¡Arriba huentitlán!
- 1972: Vicente Fernández [1972]
- 1973: Toda una Época con Vicente Fernandez
- 1973: Volver Volver
- 1974: El idolo de México [1974]
- 1974: Vicente Fernández [1974]
- 1975: El hijo del pueblo (US: ×2Doppelplatin (Latin) )
- 1975: Canta para recordar
- 1975: El idolo de México [1975]
- 1976: Gusta usted? Jovas Rancheras (US: Platin (Latin))
- 1976: A tu salud
- 1977: La muerte de un gallero
- 1977: El rancherisimo
- 1978: A pesar de todo
- 1978: Vicente Fernández [1978]
- 1979: Mi amigo el tordillo (US: Platin (Latin))
- 1979: El Tahúr (US: ×2Doppelplatin (Latin) )
- 1980: El Tapatio
- 1981: El número uno (US: Platin (Latin))
- 1981: Valses del recuerdo
- 1982: ...Es la diferencia
- 1983: 15 grandes con el numero 1 (US: Platin (Latin))
- 1984: Un Mexicano en la México
- 1985: De un rancho a otro
- 1985: La leyenda
- 1986: Vicente le canta a America Latina (US: Platin (Latin))
- 1987: Hoy platique con mi gallo
- 1987: Dos corazones (mit Vikki Carr)
- 1988: El cuatrero (US: Platin (Latin))
- 1989: Por tu maldito amor (US: ×2Doppelplatin (Latin) )
- 1990: Y las clasicas de Jose Alfredo Jimenez
- 1990: Mientras ustedes no dejen de aplaudir
- 1991: El Charro Mexicano

| Jahr | Titel                                        | Höchstplatzierung, Gesamtwochen, AuszeichnungChartplatzierungen (Jahr, Titel, Platzierungen, Wochen, Auszeichnungen, Anmerkungen) | Höchstplatzierung, Gesamtwochen, AuszeichnungChartplatzierungen (Jahr, Titel, Platzierungen, Wochen, Auszeichnungen, Anmerkungen) | Höchstplatzierung, Gesamtwochen, AuszeichnungChartplatzierungen (Jahr, Titel, Platzierungen, Wochen, Auszeichnungen, Anmerkungen) | Höchstplatzierung, Gesamtwochen, AuszeichnungChartplatzierungen (Jahr, Titel, Platzierungen, Wochen, Auszeichnungen, Anmerkungen) | Anmerkungen                                                                                    | [↑]: gemeinsam behandelt mit vorhergehendem Eintrag; [←]: in beiden Charts platziert |
| Jahr | Titel                                        | US | Latin | MX | ES | Anmerkungen                                                                                    |                                                                                      |
| ---- | -------------------------------------------- | --- | --- | --- | --- | ---------------------------------------------------------------------------------------------- | ------------------------------------------------------------------------------------ |
| 1992 | Qué de raro tiene                            | — | Latin44 ×2Doppelplatin · (7 Wo.)Latin                                                                                             | — | — | Erstveröffentlichung: 16. Juni 1992 Charteinstieg erst 1993                                    |                                                                                      |
| 1993 | Lástima que seas ajena                       | — | Latin14 ×4Vierfachplatin · (58 Wo.)Latin                                                                                          | — | — | Erstveröffentlichung: 15. Juni 1993                                                            |                                                                                      |
| 1994 | Recordando a los Panchos                     | — | Latin6 ×2Doppelplatin · (30 Wo.)Latin                                                                                             | — | — | Erstveröffentlichung: 15. Juli 1994                                                            |                                                                                      |
| 1995 | Aunque me duela el alma                      | — | Latin14 ×2Doppelplatin · (28 Wo.)Latin                                                                                            | — | — | Erstveröffentlichung: 1995                                                                     |                                                                                      |
| 1997 | Estatua de marfil                            | — | Latin12 ×2Doppelplatin · (32 Wo.)Latin                                                                                            | — | — | Erstveröffentlichung: 2. Juli 1997                                                             |                                                                                      |
| 1998 | Entre el amor y yo                           | US— GoldUS | Latin6 ×4Vierfachplatin · (63 Wo.)Latin                                                                                           | MX— GoldMX | — | Erstveröffentlichung: 26. Mai 1998                                                             |                                                                                      |
| 1999 | Los más grande exitos de Los Dandys          | — | Latin6 ×2Doppelplatin · (21 Wo.)Latin                                                                                             | — | — |                                                                                                |                                                                                      |
| 2000 | Lobo Herido                                  | — | Latin15 Platin · (18 Wo.)Latin | MX— GoldMX | — | Erstveröffentlichung: 21. März 2000                                                            |                                                                                      |
| 2001 | Más con el número uno                        | — | Latin3 ×2Doppelplatin · (27 Wo.)Latin                                                                                             | MX— GoldMX | — | Erstveröffentlichung: 24. Juni 2001                                                            |                                                                                      |
| 2003 | Se me hizo tarde la vida                     | — | Latin5 (28 Wo.)Latin | MX— GoldMX | — |                                                                                                |                                                                                      |
| 2005 | Vicente Fernández y sus corridos consentidos | US131 (5 Wo.)US | Latin5 ×2Doppelplatin · (23 Wo.)Latin                                                                                             | MX— GoldMX | — |                                                                                                |                                                                                      |
| 2005 | Mis Duetos                                   | — | Latin12 (19 Wo.)Latin | MX16 Gold · (42 Wo.)MX | — | Erstveröffentlichung: 15. November 2005                                                        |                                                                                      |
| 2006 | La tragedia del vaquero                      | US182 (1 Wo.)US | Latin7 (19 Wo.)Latin | — | — | Erstveröffentlichung: 14. November 2006                                                        |                                                                                      |
| 2007 | Para siempre                                 | US38 Gold · (60 Wo.)US | Latin1 ×5Fünffachplatin · (95 Wo.)Latin                                                                                           | MX1 Diamant + Gold · (87 Wo.)MX                                                                                                   | ES95 (1 Wo.)ES | Erstveröffentlichung: 18. September 2007                                                       |                                                                                      |
| 2009 | Necesito de tí                               | US58 (7 Wo.)US | Latin2 (42 Wo.)Latin | MX13 Platin · (42 Wo.)MX | — | Erstveröffentlichung: 7. Juli 2009                                                             |                                                                                      |
| 2010 | Un Mexicano en la México                     | — | Latin10 (23 Wo.)Latin | MX4 Platin · (31 Wo.)MX | — | Erstveröffentlichung: 20. Juli 2010 nicht identisch mit dem gleichnamigen Studioalbum von 1984 |                                                                                      |
| 2010 | El hombre que más te amó                     | US102 (5 Wo.)US | Latin1 (58 Wo.)Latin | MX3 Platin · (22 Wo.)MX | — | Erstveröffentlichung: 5. Oktober 2010                                                          |                                                                                      |
| 2011 | Otra vez                                     | — | Latin3 (31 Wo.)Latin | MX12 Platin · (7 Wo.)MX | — | Erstveröffentlichung: 21. November 2011                                                        |                                                                                      |
| 2012 | Los 2 Vicentes                               | — | Latin9 (29 Wo.)Latin | MX— GoldMX | — | Erstveröffentlichung: 24. April 2012 mit Vicente Fernández Hijo                                |                                                                                      |
| 2013 | Hoy                                          | — | Latin2 (26 Wo.)Latin | — | — | Erstveröffentlichung: 7. Mai 2013                                                              |                                                                                      |
| 2014 | Mano a mano - tangos a la manera             | — | Latin11 (8 Wo.)Latin | — | — | Erstveröffentlichung: 29. April 2014                                                           |                                                                                      |
| 2015 | Muriendo de Amor                             | — | Latin1 (14 Wo.)Latin | — | — | Erstveröffentlichung: 9. Oktober 2015                                                          |                                                                                      |
| 2016 | Un Azteca en el Azteca, Volumen 1            | — | Latin9 (16 Wo.)Latin | MX1 ×2Doppelplatin · (98 Wo.)MX                                                                                                   | — | Erstveröffentlichung: 12. August 2016                                                          |                                                                                      |
| 2016 | Un Azteca en el Azteca, Volumen 2            | — | Latin5 (58 Wo.)Latin[MX: ↑] | MX1 ×2Doppelplatin · (98 Wo.)MX                                                                                                   | — | Erstveröffentlichung: 9. September 2016                                                        |                                                                                      |
| 2018 | Más Romántico Que Nunca                      | — | Latin31 (2 Wo.)Latin | — | — | Erstveröffentlichung: 10. August 2018                                                          |                                                                                      |
| 2020 | A mis 80’s                                   | — | — | — | — | Erstveröffentlichung: 4. Dezember 2020                                                         |                                                                                      |

grau schraffiert: keine Chartdaten aus diesem Jahr verfügbar

### Livealben
| Jahr | Titel                          | Höchstplatzierung, Gesamtwochen, AuszeichnungChartplatzierungen (Jahr, Titel, Platzierungen, Wochen, Auszeichnungen, Anmerkungen) | Höchstplatzierung, Gesamtwochen, AuszeichnungChartplatzierungen (Jahr, Titel, Platzierungen, Wochen, Auszeichnungen, Anmerkungen) | Höchstplatzierung, Gesamtwochen, AuszeichnungChartplatzierungen (Jahr, Titel, Platzierungen, Wochen, Auszeichnungen, Anmerkungen) | Höchstplatzierung, Gesamtwochen, AuszeichnungChartplatzierungen (Jahr, Titel, Platzierungen, Wochen, Auszeichnungen, Anmerkungen) | Anmerkungen                                                    |
| Jahr | Titel                          | US | Latin | MX | ES | Anmerkungen                                                    |
| ---- | ------------------------------ | --- | --- | --- | --- | -------------------------------------------------------------- |
| 2003 | En Vivo: Juntos por ultima vez | — | Latin4 (53 Wo.)Latin | MX— ×5FünffachgoldMX | — | Erstveröffentlichung: 14. Oktober 2003 mit Alejandro Fernandez |
| 2008 | Primera fila                   | US1 (9 Wo.)US | Latin1 Platin · (58 Wo.)Latin | MX1 Diamant + Gold · (255 Wo.)MX                                                                                                  | ES93 (2 Wo.)ES | Erstveröffentlichung: 18. November 2008                        |

grau schraffiert: keine Chartdaten aus diesem Jahr verfügbar

### Kompilationen
| Jahr | Titel                                   | Höchstplatzierung, Gesamtwochen, AuszeichnungChartplatzierungen (Jahr, Titel, Platzierungen, Wochen, Auszeichnungen, Anmerkungen) | Höchstplatzierung, Gesamtwochen, AuszeichnungChartplatzierungen (Jahr, Titel, Platzierungen, Wochen, Auszeichnungen, Anmerkungen) | Höchstplatzierung, Gesamtwochen, AuszeichnungChartplatzierungen (Jahr, Titel, Platzierungen, Wochen, Auszeichnungen, Anmerkungen) | Höchstplatzierung, Gesamtwochen, AuszeichnungChartplatzierungen (Jahr, Titel, Platzierungen, Wochen, Auszeichnungen, Anmerkungen) | Anmerkungen                                                            |
| Jahr | Titel                                   | US | Latin | MX | ES | Anmerkungen                                                            |
| ---- | --------------------------------------- | --- | --- | --- | --- | ---------------------------------------------------------------------- |
| 1987 | Canciones de sus Películas              | — | Latin27 Platin · (19 Wo.)Latin | — | — | Charteinstieg in US-L erst 2008                                        |
| 1991 | Arriba El Norte...                      | — | Latin39 (43 Wo.)Latin | — | — | Charteinstieg in US-Latin erst 1993 mit R. Ayala                       |
| 1991 | 20 grandes                              | — | — | — | ES99 (1 Wo.)ES | Charteinstieg in ES erst 2008                                          |
| 1992 | Personalidad                            | — | — | MX93 (1 Wo.)MX | — | Erstveröffentlichung: 29. September 1992 Charteinstieg in MX erst 2007 |
| 1994 | 20 de colección                         | — | Latin26 ×2Doppelplatin · (13 Wo.)Latin                                                                                            | — | — |                                                                        |
| 1996 | Y sus canciones                         | — | Latin16 (20 Wo.)Latin | — | — |                                                                        |
| 1998 | Lo Mejor de Lara                        | — | Latin7 Platin · (21 Wo.)Latin | MX— GoldMX | — | Erstveröffentlichung: 10. Dezember 1998                                |
| 2000 | Historia de un Ídolo, Vol. 1            | US81 Gold · (34 Wo.)US | Latin1 ×4Vierfachplatin · (233 Wo.)Latin                                                                                          | MX— ×2DoppelplatinMX | — | Erstveröffentlichung: 21. November 2000 Charteinstieg erst 2021        |
| 2002 | Historia de un ídolo, Volumen II        | — | Latin2 Platin · (55 Wo.)Latin | MX— GoldMX | — | Erstveröffentlichung: 22. März 2002                                    |
| 2004 | Tesoros de colección                    | — | Latin8 (104 Wo.)Latin | MX— PlatinMX | — | Erstveröffentlichung: 29. Juni 2004                                    |
| 2006 | The Living Legend / La leyenda viviente | — | Latin7 (14 Wo.)Latin | MX— GoldMX | — | Erstveröffentlichung: 30. Juni 2006                                    |
| 2006 | The Living Legend (Boxset)              | — | Latin27 (6 Wo.)Latin | — | — | Erstveröffentlichung: 30. Juni 2006 Boxset                             |

grau schraffiert: keine Chartdaten aus diesem Jahr verfügbar
Weitere Kompilationen
- 1980: Los 15 grandes exitos (US: ×4Gold + Vierfachplatin (Latin) )
- 1983: Exitos y mas exitos (US: Platin (Latin))
- 1984: 15 Nuevos exitos con el idolo de Mexico (US: Platin (Latin))
- 1988: Tesoros musicales, vol. II (US: Platin (Latin))
- 1992: Mexicanismo (US: ×4Vierfachplatin (Latin) )

### Singles
| Jahr | Titel Album                                                   | Höchstplatzierung, Gesamtwochen, AuszeichnungChartsChartplatzierungen (Jahr, Titel, Album, Platzierungen, Wochen, Auszeichnungen, Anmerkungen) | Anmerkungen                                                               |
| Jahr | Titel Album                                                   | Latin | Anmerkungen                                                               |
| ---- | ------------------------------------------------------------- | --- | ------------------------------------------------------------------------- |
| 1987 | Hoy platique con mi gallo                                     | Latin11 (18 Wo.)Latin |                                                                           |
| 1987 | Que no te extrane Hoy platique con mi gallo                   | Latin23 (12 Wo.)Latin |                                                                           |
| 1988 | Dos corazones                                                 | Latin10 (24 Wo.)Latin |                                                                           |
| 1988 | Haganse a un lado El cuatrero                                 | Latin19 (13 Wo.)Latin |                                                                           |
| 1988 | El cuatrero                                                   | Latin38 (1 Wo.)Latin |                                                                           |
| 1989 | Mujeres divinas El cuatrero                                   | Latin18 (14 Wo.)Latin |                                                                           |
| 1989 | Por Tu Maldito Amor                                           | Latin10 (17 Wo.)Latin |                                                                           |
| 1991 | El Descinfle –                                                | Latin12 (8 Wo.)Latin |                                                                           |
| 1991 | Que Sepan todos Mientras ustedes no dejen de aplaudir         | Latin6 (18 Wo.)Latin |                                                                           |
| 1991 | El Charro Mexicano                                            | Latin26 (7 Wo.)Latin |                                                                           |
| 1992 | Qué de raro tiene                                             | Latin12 (13 Wo.)Latin |                                                                           |
| 1992 | Aca Entre Nos Qué de raro tiene                               | Latin8 (13 Wo.)Latin |                                                                           |
| 1993 | La Fiesta Qué de raro tiene                                   | Latin8 (12 Wo.)Latin |                                                                           |
| 1993 | Lo Quiero Todo Qué de raro tiene                              | Latin20 (7 Wo.)Latin |                                                                           |
| 1993 | Lástima que seas ajena                                        | Latin3 (18 Wo.)Latin |                                                                           |
| 1994 | Te Me Vas Al Diablo Lástima que seas ajena                    | Latin12 (13 Wo.)Latin |                                                                           |
| 1994 | Ni Con La Vida Te Pago Lástima que seas ajena                 | Latin13 (12 Wo.)Latin |                                                                           |
| 1994 | Miseria Recordando a los Panchos                              | Latin6 (14 Wo.)Latin |                                                                           |
| 1994 | No, No Y No Recordando a los Panchos                          | Latin8 (11 Wo.)Latin |                                                                           |
| 1995 | Aunque me duela el alma                                       | Latin2 (15 Wo.)Latin |                                                                           |
| 1995 | Conoci A Tu Esposo Aunque me duela el alma                    | Latin16 (9 Wo.)Latin |                                                                           |
| 1995 | No Puedo Acostumbrarme A Estar Sin Ti Aunque me duela el alma | Latin28 (5 Wo.)Latin |                                                                           |
| 1996 | Sufriendo Y Penando Aunque me duela el alma                   | Latin25 (4 Wo.)Latin |                                                                           |
| 1996 | No Te Vayas Vicente Fernandez y sus Canicones                 | Latin5 (12 Wo.)Latin |                                                                           |
| 1996 | Aqui, El Que Manda Soy Yo Vicente Fernandez y sus Canicones   | Latin11 (12 Wo.)Latin |                                                                           |
| 1997 | No Te Voy A Perdonar Vicente Fernandez y sus Canicones        | Latin36 (2 Wo.)Latin |                                                                           |
| 1997 | Porque Vicente Fernandez y sus Canicones                      | Latin24 (7 Wo.)Latin |                                                                           |
| 1997 | Estatua de marfil                                             | Latin17 (9 Wo.)Latin |                                                                           |
| 1997 | Nos Estorbo La Ropa Estatua de marfil                         | Latin4 (22 Wo.)Latin |                                                                           |
| 1998 | Como Dice El Refran Estatua de marfil                         | Latin24 (4 Wo.)Latin |                                                                           |
| 1999 | Bohemio De Aficion Entre el amor y yo                         | Latin17 (8 Wo.)Latin |                                                                           |
| 1999 | Me Voy A Quitar De En Medio Entre el amor y yo                | Latin4 (52 Wo.)Latin |                                                                           |
| 1999 | Sublime Mujer Entre el amor y yo                              | Latin15 (19 Wo.)Latin |                                                                           |
| 1999 | Eternamente Los más grande exitos de Los Dandys               | Latin15 (14 Wo.)Latin |                                                                           |
| 2000 | Tres Regalos Los más grande exitos de Los Dandys              | Latin26 (5 Wo.)Latin |                                                                           |
| 2000 | Lobo Herido                                                   | Latin13 (15 Wo.)Latin |                                                                           |
| 2001 | Borracho Te Recuerdo Lobo Herido                              | Latin8 (22 Wo.)Latin |                                                                           |
| 2001 | El Ayudante Más con el número uno                             | Latin9 (25 Wo.)Latin |                                                                           |
| 2002 | Tan Facil Que Hubiera Sido Más con el número uno              | Latin25 (12 Wo.)Latin |                                                                           |
| 2003 | Amor De Los Dos (Live) En Vivo: Juntos por ultima vez         | Latin23 (8 Wo.)Latin | mit Alejandro Fernandez                                                   |
| 2004 | Se me hizo tarde la vida                                      | Latin32 (9 Wo.)Latin |                                                                           |
| 2004 | La Primera Con Agua Se me hizo tarde la vida                  | Latin19 (14 Wo.)Latin |                                                                           |
| 2004 | No Creo Que Tu Se me hizo tarde la vida                       | Latin24 (11 Wo.)Latin |                                                                           |
| 2005 | Nacho Bernal Vicente Fernández y sus corridos consentidos     | Latin50 (1 Wo.)Latin |                                                                           |
| 2007 | La tragedia del vaquero                                       | Latin43 (3 Wo.)Latin |                                                                           |
| 2007 | Estos Celos Para Siempre                                      | Latin3 (40 Wo.)Latin |                                                                           |
| 2008 | La Derrota Para Siempre                                       | Latin7 (22 Wo.)Latin |                                                                           |
| 2008 | Para Siempre                                                  | Latin2 (33 Wo.)Latin |                                                                           |
| 2009 | El Ultimo Beso Para Siempre                                   | Latin1 (24 Wo.)Latin |                                                                           |
| 2009 | Necesito de tí                                                | Latin27 (12 Wo.)Latin |                                                                           |
| 2009 | Tengo Una Amante Necesito de tí                               | Latin48 (4 Wo.)Latin |                                                                           |
| 2010 | Estado Civil Necesito de tí                                   | Latin49 (1 Wo.)Latin |                                                                           |
| 2010 | Miedo El hombre que más te amó                                | Latin27 (17 Wo.)Latin |                                                                           |
| 2011 | El hombre que más te amó                                      | Latin41 (5 Wo.)Latin |                                                                           |
| 2011 | El Vestido Blanco Otra vez                                    | Latin20 (19 Wo.)Latin |                                                                           |
| 2012 | Que Bonito Amor Los 2 Vicentes                                | Latin36 (4 Wo.)Latin |                                                                           |
| 2013 | El Rey El Ídolo de Mexico                                     | Latin17 (2 Wo.)Latin | Erstveröffentlichung: 1973 Höchstplatzierung erst nach Fernández Tod 2021 |
| 2021 | Volver Volver ¡Arriba Huentitlán!                             | Latin13 (1 Wo.)Latin | Erstveröffentlichung: 1972 Charteinstieg erst nach Fernández Tod 2021     |

Weitere Singles
- 1968: Tacos al carbon
- 1971: Uno y medio contra el mundo
- 1971: Tu camino y el mío
- 1972: Entre monjas anda el diablo
- 1974: La ley del monte
- 1974: Juan Armenta el repatriado
- 1977: El Arracadas
- 1977: Las botas de charro
- 1990: Mi viejo
- 1991: Cruz de olvido
- 1992: Las Mañanitas
- 1993: El cantador
- 2007: Un Millón de Primaveras
- 2019: La Dinastía Fernández (mit Alejandro Fernández & Alex Alejandro)

### Gastbeiträge
| Jahr | Titel Album          | Höchstplatzierung, Gesamtwochen, AuszeichnungChartsChartplatzierungen (Jahr, Titel, Album, Platzierungen, Wochen, Auszeichnungen, Anmerkungen) | Anmerkungen                         |
| Jahr | Titel Album          | Latin | Anmerkungen                         |
| ---- | -------------------- | --- | ----------------------------------- |
| 1998 | Con un mismo corazón | Latin38 (1 Wo.)Latin | Ana Gabriel feat. Vicente Fernandez |

### Videoalben
- 2008: Primera fila (US: Platin (Latin))

## Auszeichnungen für Musikverkäufe
| Goldene Schallplatte - Mexiko - 2008: für den Ringtone Estos celos - 2014: für die Single Estos celos - 2020: für die Single Esa pared - 2024: für die Single La Dinastía Fernández - 2024: für die Single El cantador 3× Goldene Schallplatte - Mexiko - 2008: für die Single Para siempre - 2024: für die Single Las Mañanitas - 2024: für die Single Cruz de olvido | 2× Platin-Schallplatte - Mexiko - 2024: für die Single Las botas de charro 5× Goldene Schallplatte - Mexiko - 2025: für die Single Un Millón de Primaveras 7× Goldene Schallplatte - Mexiko - 2024: für die Single El Rey 2× Diamantene Schallplatte - Mexiko - 2025: für die Single Un Millón de Primaveras |

Anmerkung: Auszeichnungen in Ländern aus den Charttabellen bzw. Chartboxen sind in ebendiesen zu finden.
| Land/RegionAuszeichnungen für Musikverkäufe (Land/Region, Auszeichnungen, Verkäufe, Quellen) | Gold       | Platin       | Diamant     | Verkäufe  | Quellen         |
| -------------------------------------------------------------------------------------------- | ---------- | ------------ | ----------- | --------- | --------------- |
| Mexiko (AMPROFON)                                                                            | 23× Gold23 | 21× Platin21 | 4× Diamant4 | 4.105.000 | amprofon.com.mx |
| Vereinigte Staaten (RIAA)                                                                    | 4× Gold4   | 61× Platin61 | —           | 5.660.000 | riaa.com        |
| Insgesamt                                                                                    | 27× Gold27 | 82× Platin82 | 4× Diamant4 |           |                 |

## Filmografie
- 1974: Jalisco nunca pierde
- 1975: El albañil
- 1975: Dios los cría
- 1977: Picardía Mexicana
- 1980: El coyote y la bronca
- 1980: Picardía Mexicana II
- 1983: Una pura y dos con sal
- 1983: Todo un hombre
- 1983: El embustero
- 1983: El sinvergüenza
- 1984: Matar o morir
- 1985: Sinvergüenza pero honrado
- 1987: El diablo, el santo y el tonto
- 1986: Entre compadres te veas
- 1987: El macho
- 1988: Acorralado